# Ministerio de Comercio e Industria
El Ministerio de Comercio e Industria fue una cartera ministerial de la Argentina perteneciente a la Administración Pública Nacional, y dependiente del Poder Ejecutivo, que funcionó entre 1956 y 1958, durante el gobierno de facto de Aramburu.

## Historia
Fue creado por el Decreto-Ley 10 351/1956 del presidente provisional (de facto) Pedro Eugenio Aramburu del 8 de junio de 1956, publicada el 14 del mismo mes y año.
El 17 de junio de 1958, bajo el gobierno de Arturo Frondizi, se publicó la Ley N.º 14 439, sancionada el 11 de junio y promulgada el 13 de junio por el Congreso de la Nación, por la que se reestructuró el gabinete. Tanto el área del comercio como de la industria dejaron de tener rango ministerial. Se dispuso la creación de las Secretarías de Estado de Comercio y de Industria y Minería, ambas dependientes del Ministerio de Economía.

## Organismos dependientes
Por decreto-ley n.º 14 918 del 14 de agosto de 1956, se creó en el ámbito del Ministerio de Comercio e Industria la Dirección Nacional de la Energía.